# الویسهایم
الویسهایم (به فرانسوی: Olwisheim) یک کمون در فرانسه با جمعیت ۴۹۸ نفر است که در Canton of Brumath واقع شده‌است.